# Euryzilora lividipennis
Euryzilora lividipennis is een keversoort uit de familie zwamspartelkevers (Melandryidae). De wetenschappelijke naam van de soort werd in 1895 gepubliceerd door George Lewis. In hetzelfde artikel publiceerde Lewis ook de beschrijving van het nieuwe geslacht Euryzilora.
De soort komt voor in Japan.